# Tetragnatha quadrinotata
Tetragnatha quadrinotata este o specie de păianjeni din genul Tetragnatha, familia Tetragnathidae, descrisă de Urquhart, 1893.
Este endemică în Tasmania. Conform Catalogue of Life specia Tetragnatha quadrinotata nu are subspecii cunoscute.